# Bataille de Dessau (1626)
Guerre de Trente Ans
Batailles
La bataille de Dessau vit la confrontation, pendant la guerre de Trente Ans, des troupes protestantes commandées par Ernst von Mansfeld à celles du Saint-Empire dirigées par Albrecht von Wallenstein, le 25 avril 1626. Cette bataille se solda par la victoire des impériaux.

## La bataille
Au début de l'année 1626, Mansfeld, commandité par le roi de Danemark Christian IV, et son armée d'environ 12 000 hommes avançaient du Brandebourg en direction de Magdebourg. Le pont sur l'Elbe, à Dessau, était tenu par les impériaux sous les ordres de Johann von Aldringen. Ceux-ci disposaient de 86 canons. Leur nombre, à vrai dire réduit, le paraissait encore plus du fait de leur campement dans des positions enterrées. Ce que voyant, Mansfeld estima possible de les affronter et ordonna une première attaque des positions tenues par les troupes impériales qui se défirent complètement.
Peu de temps après ce premier combat, l'armée de Wallenstein parut, tandis que Mansfeld recevait lui-même des renforts. Une confrontation décisive eut lieu le 25 avril. Toutes les attaques de Mansfeld contre les positions impériales, très solidement établies, furent repoussées cependant que Wallenstein, à la tête de sa cavalerie, enfonçait les flancs des troupes protestantes. C'est alors qu'un chariot chargé de poudre à canon explosa du côté protestant, faisant de nombreuses victimes tuées ou blessées, et forçant Mansfeld à ordonner la retraite. 
Wallenstein poursuivit Mansfeld dans sa fuite jusqu'en Hongrie. Celui-ci offrit ses services à Gabriel Bethlen, prince de Transylvanie, qui cherchait néanmoins à traiter avec l'empereur. Fort marri, Mansfeld voulut alors se rendre à Venise, mais il tomba gravement malade et mourut le 29 novembre 1626 dans le village de Rakowiza (aujourd'hui en Bosnie-Herzégovine).
La bataille de Dessau fut le premier grand succès militaire de Wallenstein au service de l'Empire pendant la guerre de Trente Ans et devait lui permettre sa fulgurante ascension. Quant à Johann von Aldringen, ses services signalés pendant cette bataille lui valurent le titre de « Freiherr ».